# Dhat-Badan
Dhat-Badan var naturens, regnsäsongens och oasens gudinna i arabisk mytologi.
Dyrkan av henne är känd i nuvarande Jemen, men också på Afrikas horn (Etiopien och Somalia). Hon dyrkades genom prästinnor, som mottog hennes budskap genom drömmar då de sov under de heliga träden i hennes helgedomar, och runda källor eller bassänger var helgade åt henne. Röda stenbockar och en ö i Röda havet var helgade åt henne.